# 梅斯莫格峰
61°24′14″N 8°32′03″E / 61.40389°N 8.53417°E
梅斯莫格峰是挪威的山峰，位於該國東南部內陸郡，處於沃戈，距離首都奧斯陸200公里，屬於尤通黑門山脈的一部分，海拔高度2,264米，受凍原氣候影響。